# László Erzsébet (tanár)
László Erzsébet (Mád, 1950. január 9. – Kazincbarcika, 2015. szeptember 13.) magyar- és rajzszakos tanár, festőművész.

## Élete
1950. január 9-én Mádon született egy 4 gyermekes családban. Gyermekkorát a Nógrád megyei Romhányban töltötte, ahol 1968-ban érettségizett. Képesítés nélküli nevelőként kezdett tanítani, majd az egri Ho Si Minh Tanárképző Főiskolán magyar-rajz szakos diplomát szerzett 1973-ban. Ugyanebben az évben költözött Kazincbarcikára, ahol négy évtized alatt pedagógusként, közéleti személyként, és alkotóként teljesedett ki az élete. Általános iskolai tanárként kezdett el dolgozni 1973-ban, majd 1982–1998 között iskolaigazgató volt. Munkája mellett gyermekrajz szakkört vezetett. Később óraadó tanárként a Kodály Zoltán Alapfokú Művészetoktatási Intézmény tanáraként, tehetséggondozójaként tevékenykedett.
Ezután a tanári pályát otthagyva köztisztviselőként kezdett el dolgozni a Kazincbarcikai Polgármesteri Hivatalban. Oktatási szakreferensként, mint vezető főtanácsos vonult nyugdíjba. Pályája mellett folyamatosan alkot, és kiállításokon mutatkozott be. Nyugállományba vonulása után is részt vett a tehetséges gyerekek felfedezésében, tanításában.

## Művészete
Képeit a múlt tárgyai, hétköznapi események, látványok, természeti képek ihlették. Művei látványos formagazdagsága és színvilága megragadja a szemlélőt. Szívesen dolgozott olajjal, pasztellel, ceruzával. 
Több évtizedig tagja és rendszeres kiállítója volt az Izsó Miklós Képzőművészeti Körnek, a Rajztanárok Zempléni Alkotó Körének, a BAK Képzőművészeti Egyesületnek. Az egyesületek tagjaként 130 közös kiállításon szerepeltek művei itthon és külföldön. 
Így vallott önmagáról:
Csaknem négy évtizednyi pedagógusi- szaktanári munkám során alkotó energiáimat elsődlegesen tanítványaim felkészítésére fordítottam és fordítom, szeretek tanítani, megérteni a gyermek személyiségét.

Szeretem a nyugalmat, talán ezért vonz a csendélet műfaja, a tájábrázolás: a mindennapjainkban „velünk élő” környezet megörökítése képalkotói eszközökkel. Szeretem a színeket, harmóniájukat, diszharmóniájukat, ezerféleségüket. Képeimet továbbra is a hétköznapok látványa ihleti: a természet szín- és formagazdagsága, az ember- alkotta használati tárgyak csöndes szépsége.

## Elismerései
- „ELIGE VITAM” miniszteri elismerés (2004)
- BarcikaArt díjas alkotóművész (2012)[1]